# فرانچسکو سیریو
فرانچسکو سیریو (انگلیسی: Francesco Cirio; ۲۴ دسامبر ۱۸۳۶ – ۹ ژانویهٔ ۱۹۰۰) کارآفرین و مخترع اهل پادشاهی ایتالیا بود، که در سال ۱۸۵۶ شرکت سیریو را تأسیس کرد.